# تايلور موري
تايلور موري (بالإنجليزية: Taylor Moore)‏ (12 مايو 1997 في المملكة المتحدة - ) هو لاعب كرة قدم بريطاني في مركز قلب الدفاع. شارك مع منتخب إنجلترا تحت 17 سنة لكرة القدم ومنتخب إنجلترا تحت 18 سنة لكرة القدم ومنتخب إنجلترا تحت 19 سنة لكرة القدم. أما مع النوادي، فقد لعب مع نادي لانس.

## وصلات خارجية
- تايلور موري على موقع الاتحاد الأوربي (الإنجليزية)
- تايلور موري على موقع إي إس بي إن إف سي (الإنجليزية)
- تايلور موري على موقع قاعدة بيانات كرة القدم.إي يو (الإنجليزية)
- تايلور موري على موقع ليكيب (الفرنسية)
- تايلور موري على موقع Soccerbase.com (لاعب) (الإنجليزية)
- تايلور موري على موقع Soccerway.com (الإنجليزية)